# チアプロフェン酸
チアプロフェン酸(Tiaprofenic acid)は、アリルプロピオン酸系の非ステロイド性抗炎症薬で、特に関節炎の痛みの治療に用いられる。大人への投与量は、通常2日間に300mgである。子供に対しては推奨されない。
肝臓で、2つの不活性な代謝産物に一部代謝されるが、大部分はそのまま尿中に排出される。腎臓に病気があると排出されにくくなり、使用に注意が必要である。
チアプロフェン酸を長期間使用すると、他の非ステロイド性抗炎症薬の約100倍の頻度で、重篤な膀胱炎を生じることがある。膀胱や尿管の感染症の患者に対しては禁忌である。
臨床での使用の初期の報告は、1975年のフランスのものがある。
Surgam、Surgamyl、Tiaprofen等の商標名で販売されており、後発医薬品も存在する。持続放出の効果を持つものもある。スプロフェンは異性体である。